# معاهده تارتو (روسیه-استونی)

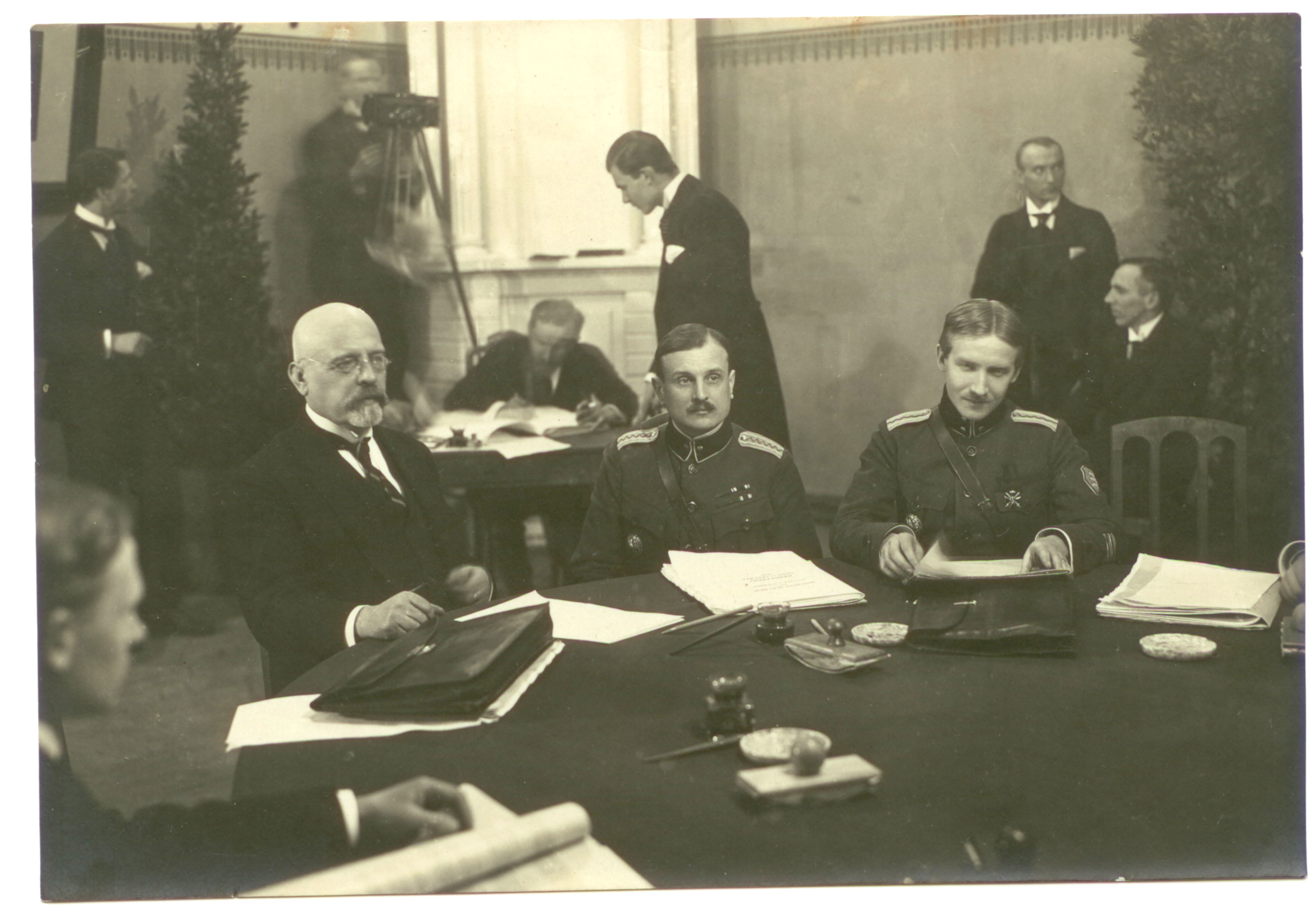
بخشی نمایندگان استونی در در معاهده تارتو (چپ به راست): یان پوسکا، یان سوتس و ویکتور موت.

معاهده تارتو (استونیایی: Tartu rahu) پیمان صلح مابین دو کشور جمهوری فدراتیو سوسیالیستی روسیه شوروی و استونی بود که در ۲ فوریه ۱۹۲۰ به امضا رسید و به جنگ استقلال استونی پایان داد.
براساس این معاهده روسیه استقلال کشور استونی را به رسمیت شناخت و به‌طور دائم از تمام ادعاها بر قلمرو استونی انصراف داد.